# Yukina Kashiwa
Yukina Kashiwa (柏 幸奈, Kashiwa Yukina; Kanagawa, 12 de agosto de 1994) é uma estrela japonesa. Ela faz parte do grupo Nogizaka46, e fez parte do grupo Momoiro Clover.

## Filmografia
Tokusatsu
- 2004 - Dekaranger - , TV Asahi - episódios 9 e 10
- 2004 - Deep Love - TV Tokyo
- 2005—2006 - Garo - TV Asahi
- 2006 - Madan Senki Ryukendo - TV Tokyo - episódio 20
- 2007 - Mahō Sensei Negima! -  TV Tokyo

Filme
- 2008 - Ichi